# Bythaelurus immaculatus
Espèce
Statut de conservation UICN

 DD  : Données insuffisantes
Bythaelurus immaculatus est une espèce de requins.